# Empis mixopolia
Empis mixopolia är en tvåvingeart som beskrevs av Axel Leonard Melander 1902. Empis mixopolia ingår i släktet Empis och familjen dansflugor.
Artens utbredningsområde är Idaho. Inga underarter finns listade i Catalogue of Life.